# Chard (Somerset)
Chard is een plaats en civil parish in het bestuurlijke gebied South Somerset, in het Engelse graafschap Somerset. De plaats telt 12.008 inwoners.